# 지리 HQ
지리 HQ(영어: Geely HQ)는 지리 자동차에서 1998년부터 2006년까지 생산했던 차종이다.

## 경쟁 차종
기아
- 기아 프라이드 (1세대)